# تیم ملی فوتبال ماکائو
تیم ملی فوتبال ماکائو نماینده کشور ماکائو در مسابقات بین‌المللی و آسیا است که زیر نظر فدراسیون فوتبال ماکائو فعالیت می‌کند.
اولین بازی رسمی این تیم در تاریخ ۲۵ ژانویه ۱۹۴۹ میلادی در برابر تیم ملی فوتبال کره جنوبی برگزار شده است.